# Magic (album)
Magic je šesti studijski album njemačkog heavy metal gitarista Axela Rudija Pella. Diskografska kuća Steamhammer objavila ga je 21. svibnja 1997. Posljednji je album Axela Rudija Pella na kojem se pojavio Jeff Scott Soto i Christian Wolff.

## Popis pjesama
Tekstovi i glazba: Axel Rudi Pell. 
| 1.    | »Swamp Castle Overture« (instrumentalna skladba) | 2:15  |
| 2.    | »Nightmare«                                      | 5:18  |
| 3.    | »Playing with Fire«                              | 4:23  |
| 4.    | »Magic«                                          | 9:23  |
| 5.    | »Turned to Stone«                                | 5:13  |
| 6.    | »The Clown Is Dead«                              | 12:10 |
| 7.    | »Prisoners of the Sea«                           | 5:13  |
| 8.    | »Light in the Sky«                               | 4:56  |
| 9.    | »The Eyes of the Lost«                           | 7:03  |
| 55:54 |                                                  |       |

| Bonus pjesma na japanskom izdanju | Bonus pjesma na japanskom izdanju | Bonus pjesma na japanskom izdanju | Bonus pjesma na japanskom izdanju | Bonus pjesma na japanskom izdanju | Bonus pjesma na japanskom izdanju | Bonus pjesma na japanskom izdanju | Bonus pjesma na japanskom izdanju | Bonus pjesma na japanskom izdanju | Bonus pjesma na japanskom izdanju |
| Br.                               | Skladba                           | Trajanje                          |                                   |                                   |                                   |                                   |                                   |                                   |                                   |
| --------------------------------- | --------------------------------- | --------------------------------- | --------------------------------- | --------------------------------- | --------------------------------- | --------------------------------- | --------------------------------- | --------------------------------- | --------------------------------- |
| 10.                               | »Total Eclipse«                   | 3:40                              |                                   |                                   |                                   |                                   |                                   |                                   |                                   |
| 59:34                             |                                   |                                   |                                   |                                   |                                   |                                   |                                   |                                   |                                   |

## Zasluge
Axel Rudi Pell
- Volker Krawczak – bas-gitara
- Axel Rudi Pell – gitara
- Jörg Michael – bubnjevi
- Jeff Scott Soto – vokal
- Christian Wolff – klavijature

Dodatni glazbenici
- Roland Grapow – solo-gitara (na pjesmi "Total Eclipse")

Ostalo osoblje
- Ulli Pösselt – produkcija, inženjer zvuka, miks
- George Marino – mastering
- Marc Klinnert – naslovnica albuma
- Philip Lethen – fotografije